# Полевица гигантская
Полевица гигантская (лат. Agróstis gigántea), также полевица белая — многолетний рыхлодерновинный злак, вид рода Полевица (Agrostis).

## Ботаническое описание

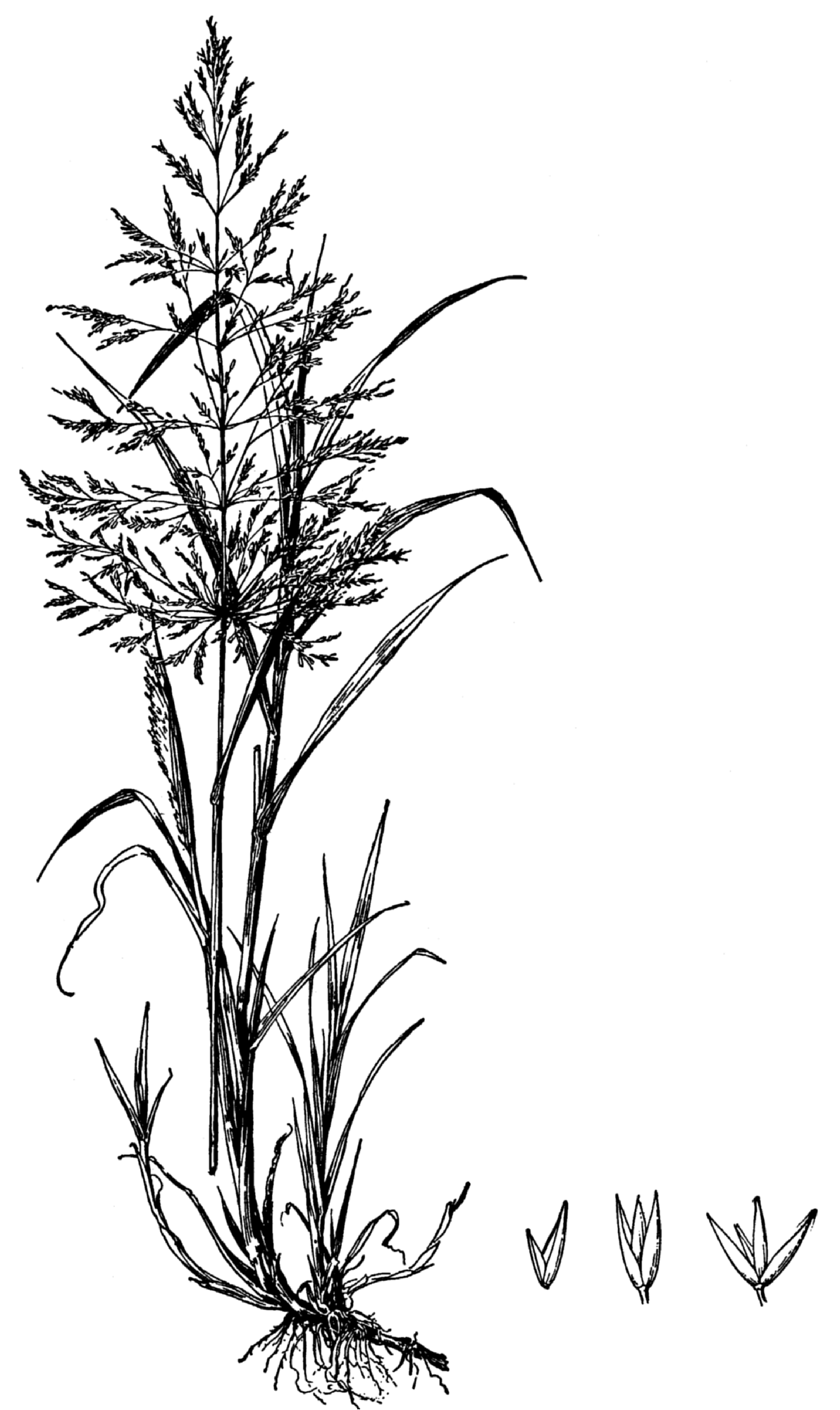
Ботаническая иллюстрация

Многолетнее рыхлодерновинное растение с ползучим корневищем. Надземных столонов не образует. Стебли (15)40—120(150) см высотой, прямостоячие или в нижней части восходящие, гладкие, с 3—6 узлами, в нижних узлах укореняющиеся.
Листья тёмно-зелёные, свёрнутые, затем плоские, 5—20 см длиной и 2—8 мм шириной, линейные, на конце заострённые. Язычок 1,5—6(12) мм длиной, на верхушке тупой, неправильно зубчатый, плёнчатый.
Колоски 2—3 мм длиной, ланцетные до продолговатых, зелёные до фиолетовых, очень многочисленные, на ножках 0,5—3 мм длиной собранные в метёлку (5)7—25 см длиной, до и после цветения сжатую, а во время цветения раскидистую, многократно ветвистую, веточки её шероховатые, в мутовках. Цветки по одному в колоске, пыльники в числе трёх, 1—1,4 мм длиной. Колосковые чешуи 2—3 мм длиной, иногда едва неравные по длине, ланцетные, плёнчатые, заострённые на конце, с одной жилкой, в верхней части по килю шероховатые. Нижняя цветковая чешуя не более 2,2 мм длиной, яйцевидно-продолговатая или продолговатая, с тупой верхушкой, с 3—5 жилками, обыкновенно безостая, реже с очень короткой остью. Верхняя цветковая чешуя эллиптическая, не более 1,4 мм длиной.
Зерновка 1—1,5 мм длиной, эллиптическая, скрыта в тонких цветковых чешуях.

## Распространение
Распространена по всей Западной Европе за исключением Арктики, в Северной Африке, Малой Азии, Иране, Тибете, на Гималаях. В Северной Америке, Австралии и Новой Зеландии — заносное, местами вытесняет местные виды. В России встречается повсеместно за исключением Арктики и высокогорных областей.
Встречается на лугах и луговых болотах, в долинах рек, по берегам озёр, в разреженных лесах и по лесным опушкам. Встречается в составе злаковых и бобово-злаковых травостоев вместе с лисохвостом луговым (Alopecurus pratensis), тимофеевкой луговой (Phleum pratense), мышиным горошком (Vicia cracca). На более сырых местах вместе мятликом болотным (Poa palustris) и канареечником (Phalaris).

## Экология
Размножается семенами и вегетативно — делением куста на части и корневищными черенками. Всхожесть семян сохраняется 4—5 лет. Семена прорастают при температуре 2—4 °С, более дружно при 6—8 °С. Растение озимо-ярового типа развития. Полного развития достигает на 2—3 году жизни. Плодоносит со 2-го года. Процесс кущения растянут и заканчивается осенью. Вегетационный период длится 95—110 дней.
Хорошо растёт на слабокислых или нейтральных почвах, умеренно влажных, рыхлых, супесчаных и суглинистых. Может произрастать на осушенных торфяниках, но на них менее устойчива и долговечна. Влаголюбивое растение выдерживающее длительное затопление. Отличается высокой зимостойкостью и холодостойкостью. Хорошо отзывается на органические и минеральные удобрения.
Из болезней отмечены ржавчина, чехловидная болезнь, спорынья, пятнистость листьев, листовая и твёрдая головня.

## Химический состав
| Фаза         | От абсолютного сухого вещества в % | От абсолютного сухого вещества в % | От абсолютного сухого вещества в % | От абсолютного сухого вещества в % | От абсолютного сухого вещества в % |
| Фаза         | золы                               | протеина                           | жира                               | клетчатки                          | БЭВ                                |
| ------------ | ---------------------------------- | ---------------------------------- | ---------------------------------- | ---------------------------------- | ---------------------------------- |
| Цветение     | 6,6                                | 9,0                                | 2,3                                | 25,1                               | 57,0                               |
| Плодоношение | 7,7                                | 7,6                                | 2,7                                | 30,9                               | 51,1                               |
| Отава        | 14,8                               | 16,6                               | 4,3                                | 25,3                               | 39,0                               |

На 100 кг сена приходится 3,2 кг переваримого белка и 50 кормовых единиц; на 100 кг травы 1,4 кг и 21,2 кормовых единиц.

## Значение и применение
Одна из лучших пастбищных трав. Даёт отаву с нежными листьями, устойчива к выпасу и стравливанию. На пастбище и в сене хорошо поедается скотом. На солончаках в степи и полупустыне поедается слабо. Поедаемость может изменяться в зависимости от количества её в том или ином травостое.

## Таксономия

### Синонимы
- Agrostis alba subsp. dubia (Leers) K.Richt., 1890
- Agrostis alba subsp. gigantea (Roth) Arcang., 1882
- Agrostis alba var. compressa (Willd.) Petif, 1830
- Agrostis alba var. dispar (Michx.) Alph.Wood, 1861
- Agrostis alba var. flavida (Schur) Degen, 1936
- Agrostis alba var. gigantea (Roth) Lej., 1824
- Agrostis alba var. major Gaudin, 1828
- Agrostis alba var. silvatica (Host) Druce, 1931, nom. illeg.
- Agrostis capillaris var. nigra (With.) Druce, 1932
- Agrostis compressa Willd., 1790
- Agrostis dispar Michx., 1803
- Agrostis dubia Leers, 1775
- Agrostis flavida Schur, 1859
- Agrostis graniticola Klokov, 1950
- Agrostis maeotica Klokov, 1950
- Agrostis nigra With., 1796
- Agrostis palustris var. major (Gaudin) Druce, 1927
- Agrostis praticola Klokov, 1950
- Agrostis repens Curtis, 1790
- Agrostis sabulicola Klokov, 1950
- Agrostis silvatica Host, 1809, nom. illeg.
- Agrostis stolonifera subsp. gigantea (Roth) Schübl. & G.Martens, 1834
- Agrostis stolonifera var. gigantea (Roth) Bréb., 1835
- Agrostis stolonifera var. major (Gaudin) Farw., 1919
- Agrostis vulgaris var. dubia (Leers) Duby, 1828
- Agrostis vulgaris var. nigra (With.) Hook.f., 1884
- Vilfa dispar (Michx.) P.Beauv., 1812
- Vilfa gigantea (Roth) P.Beauv., 1812
- Vilfa nigra (With.) Gray, 1821

и другие.